# Copper Sun

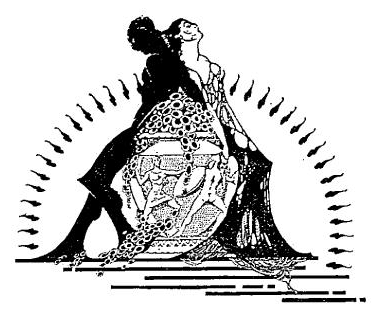
Illustratie van Charles Cullen

Copper Sun is een dichtbundel geschreven door de Amerikaanse dichter Countee Cullen, een belangrijke schrijver van de Harlem Renaissance. De bundel werd voor het eerst gepubliceerd in 1927 en gaat over thema's als ras, religie en seksualiteit. Het was de tweede dichtbundel van Cullen na zijn debuut Color, en ontving wat controverse onder de zwarte gemeenschap omdat deze bundel minder op ras gefocust was. De eerste editie van het boek bevatte illustraties van zijn broer Charles Cullen. In 2023 kwam het terecht in het publiek domein.

## Gedichten[6]
- From the Dark Tower
- Threnody for a Brown Girl
- Confession
- Uncle Jim
- Colored Blues Singer
- Colors
- The Litany of the Dark People
- Pity the Deep in Love
- One Day We Played a Game
- Timid Lover
- Nocturne
- Words To My Love
- En Passant
- Variations on a Theme
- A Song of Sour Grapes
- In Memoriam
- Lament
- If Love Be Stunch
- The Spark
- Song of the Rejected Lover
- The One Was Cruel
- Sonnet To A Scornful Lady
- The Love Tree
- The Wind Bloweth Where It Listeth
- Thoughts in a Zoo
- Two Thoughts of Death
- The Poet Puts His Heart to School
- Love's Way
- Portrait of a Lover
- An Old Story
- The Lovers of Earth: Fair Warning
- In Spite of Death
- Cor Cordium
- Lines to My Father
- Protest
- An Epitath
- Scandal and Gossip
- Youth Sings a Song of Rosebuds
- Hunger
- Lines to Our Elders
- The Poet
- More Than a Fool's Song
- And When I Think
- Advice to a Beaty
- Ultimatum
- Lines Written in Jerusalem
- On the Mediterranean Sea
- Millenial
- At the Wailing Wall in Jerusalem
- To Endymion
- Epilogue
- Open Door
- Disenchantment
- Leaves
- Song
- The Touch
- A Poem Once Singificant, Now Happily Not
- Under the Mistletoe